# Пуштунское платье
Одежда Афганистана  с 1960 по 1964 года кардинально отличалась от нынешней. Основным выбором моды были западные платья: юбки и блузки, пальто и шляпы. Афганские женщины экспериментировали с различными прическами, самая популярная из которых была вдохновлена принцессой Дианой. Они дополняли свои образы смелыми цветами помады и подводками для глаз.
 Пушту́нский наро́дный костю́м — одежда пуштунов, населяющих Афганистан и соседние районы Пакистана, являющаяся неотъемлемой частью их культуры.
Поскольку пуштуны, как и основная масса населения Афганистана и Пакистана — кочевники, пуштунская одежда как правило, изготовляется из лёгких тканей и для удобства передвижения является просторным.

## Мужская одежда
Мужской костюм пуштунов включает шаровары (партуг) на вздёржке (партугах), женский и мужской варианты которых отличаются, длинную рубаху (камиз), безрукавку (васкат — от англ. waistcoat) и халат. Верхней одеждой служат шаль (шарэй) и овчинный или войлочный кафтан (косай). Традиционными головными уборами мужчин является куфия, кандагарские шапки-тюбетейки, тюрбан и паколь (среди военнослужащих ОКСВ бывший известным также под названием «душманка», «нуристанка» и «афганка», а из-за характерной формы также под названием «блин»). Высшее афганское руководство иногда носит каракулевые папахи (например, папахи носил президент в 2004-2014 годах Хамид Карзай или бывшие афганские монархи). Пуштуны, проживающие на афгано-пакистанской границе, носят соломенные тюбетейки. Пуштуны, проживающие на юге Афганистана, также носят тюбетейки, открытые спереди, аналогичные тюбетейкам белуджей и синдхов. Непуштунское население Афганистана, Пакистана, Индии, Ирана и других соседних стран, учитывая комфортность или по другим причинам, часто одевается так же.
Во время присутствия советских войск в Афганистане служащие спецназа ГРУ во время выполнения определённых заданий были зачастую вынуждены маскироваться под местных жителей надевая, в частности, традиционный пуштунский костюм. Паколь некоторые ветераны-спецназовцы носили и после вывода советских войск в 1989 году.

## Женская одежда
Пуштунские женщины обычно носят штаны однотонного, но контрастного (как правило, зелёного) цвета; длинную рубашку с мелким повторяющимся орнаментом и поясом, а также хиджаб (шаль, чадор) из хлопчатобумажных тканей. Часто его заменяет длинная паранджа или бурка. Верхней одеждой служат очень широкая накидка на голову (дастмал), скрывающая лицо и тело.
Особенностью пуштунских платьев, как городских, так и кочевых, являются расшитые бисером вставки на плечах и по линии шва между лифом спереди и верхом подола. Платья кочевых пуштунок обладают широкими рукавами и пышными подолами. Как правило, они изготавливаются из разноцветных стеклянных бусин. На плечах, груди и талии платья помещают кружочки, изготовляемые из фетра и расшитые символами удачи, благополучия и плодородия. Также ими украшают другие предметы, например, сумки и конскую сбрую.
В более совершенных женских платьях вплетают золотую нить, дополняют разноцветным шитьём на шёлке. Их надевают, как правило, в особых случаях и на свадьбах.